# Apistomorpha argyrosema
Apistomorpha argyrosema är en fjärilsart som beskrevs av Edward Meyrick 1880. Apistomorpha argyrosema ingår i släktet Apistomorpha och familjen gnuggmalar. Inga underarter finns listade i Catalogue of Life.